# Алёша Попович и Тугарин Змей (игра)
«Алёша Попович и Тугарин Змей» — компьютерная игра в жанре квеста, разработанная PIPE studio и изданная фирмой «1С». Релиз состоялся в 2005 году.

## Игровой процесс
Игрок может управлять двумя персонажами - Алёшей Поповичем и Тихоном. Игрок может передвигаться с одной локации на другую, взаимодействовать с персонажами игры, общаться с ними, обмениваться вещами, подбирать предметы и использовать их.

## Сюжет
Алёша Попович, гуляя по ростовскому базару, решил повидаться с Любавой. Придя к ней домой, та объяснила, что она потеряла свои серёжки, и просит Алёшу их найти. Алёша находит одну серёжку на самой высокой карусели, а другую нашёл Гришка, который предлагает Алёше победить его лучшего бойца. Алёша побеждает его и выигрывает серёжку. Алёша Попович возвращает серёжки Любаве, и они идут гулять по базару. Внезапно в Ростов прискакали солдаты Тугарина Змея и оставляют записку на тугарском языке. Алёша Попович и Тихон отвозят записку писарю, но он без своей азбуки не может перевести записку, так как азбуку украла ворона. Тихон рассказывает, что вороны любят блестящие вещи, и Алёша на время одолжил у Любавы одну из серёжек, чтобы перехитрить ворону, и та отдаёт азбуку назад. Писарь переводит послание «Собрать дань в 24 часа!». Алёша не знает, что делать, и Тихон даёт совет, что надо идти к ведуну за советом. Ведун рассказывает Алёше и Тихону план, как защитить золото ростовское. Они рассказывают план всему народу Ростова, и они собирают всё своё золото, а потом прячут в пещеру. Затем Алёша и Тихон отправляются к каменщику за огромным камнем круглой формы, чтобы закрыть вход в пещеру, когда войска тугарские войдут в пещеру за золотом.
На следующее утро Тугарин со своими войсками забегают в пещеру, и Алёша с Тихоном прикрывают выход, скинув камень. От радости Алёша и Тихон спрыгивают на сам камень и пляшут. Внезапно камень скатывается вниз в Ростов. Алёша и Тихон направляют огромный камень влево и вправо, чтобы никого не раздавить и не сломать дома Ростова. Народ Ростова обвиняет Алёшу с Тихоном, что из-за них их золото украли, и сажают их в темницу, а Тугарин и его войска вместе с золотом сбегают в лес.
Алёша и Тихон решают, что ведун виноват в том, что золото украли, так как этот план с камнем был его. Они сбегают из темницы и прибегают к ведуну. Выясняется, что тогда Алёше подсказал идею с камнем вовсе не настоящий Ведун, а сам Тугарин Змей, который был переодет в него, и он специально всё это с золотом, с пещерой и с камнем подстроил. Настоящий ведун советует Алёше Поповичу пойти в Чёртов лес к известному богатырю Святогору, так как он наверняка знает, где Тугарина искать. Придя к Святогору, последний говорит Алёше, что ему нужны меч и богатырский конь. Богатырского коня Алёша и Тихон получают у цыган, обменяв на него шапку невидимку, которую Тихон крадёт у Бабы-Яги, а меч для Алёши делает кузнец Ивашка в подземной кузнице.
Святогор указывает Алёше и Тихону дорогу к Тугарину. Они отправляются через болото и находят дом лешего. Они просят лешего указать дорогу к стану тугарскому, а взамен они чинят пол в его доме и делают всё тише, чтобы леший мог поспать. Леший в замен даёт свисток, в который если подуть, то на болоте появится дорога к Тугарину. По дороге их находят Любава с её бабушкой, и Алёша решает взять их собой в дорогу. Найдя стан Тугарина, они не могли пробраться внутрь, так как ворота заперты изнутри. Они находят старую продавщицу зелий и просят у неё уменьшающее зелье. Взамен она хочет молодильное яблоко, чтобы стать молодой, поскольку она хочет замуж, но никто её не берёт, потому что она старая. Зайдя в сад неподалёку отсюда, они срывают одно яблоко и приносят его старушке, а взамен она отдаёт им уменьшающее зелье.
С помощью уменьшающего зелья Алёша уменьшается на время и пробирается через узкую нору внутрь стана Тугарина и открывает своим друзьям ворота. Они находят своё золото, которое переплавили в виде большого золотого шара, тихо забирают его и пытаются незаметно уйти. Внезапно сам Тугарин Змей просыпается и видит, что его краденое золото увозят. Алёша Попович вступает с Тугарином в битву на мечах и побеждает его. На следующий день Алёша и его друзья вместе с золотом возвращаются домой в Ростов.

## Разработка
6 декабря 2004 года PiPE Studio на своём официальном сайте объявили о том, что в разработке находится игровой проект «Алёша Попович и Тугарин Змей», создаваемый по мотивам одноимённого мультфильма.
27 января 2005 года игра была отправлена в печать, о чём было также объявлено на сайте. Через 8 дней 4 февраля 2005 игра поступила в продажу.

## Оценки
| Сводный рейтинг       | Сводный рейтинг |
| Агрегатор             | Оценка          |
| --------------------- | --------------- |
| «Критиканство»        | 55/100          |
| Русскоязычные издания |                 |
| Издание               | Оценка          |
| Absolute Games        | 53 %            |
| «НИМ»                 | 5,6/10          |

Игорь Артёмов из Absolute Games пишет: «Получился этакий довесок к мультику, слабо отличающийся от оригинала. Ребёнок, не успевший отойти от просмотра, найдёт себе занятие на пару вечеров. Остальным здесь уповать не на что».